# Lorentzska badet

Lorentzska badet, även Lorenska badet, var en badinrättning grundad 1831 på Helgeandsholmen i Stockholm.
1831 erhöll hattmakeriåldermannen Carl Johan Lorentz rättigheterna att inrätta en varmbadanläggning på Helgeandsholmens västra strand, i det tidigare kvarteret Norrbro vid nuvarande Bankkajen. Anläggningen beskrivs som den förnämsta, om inte enda i huvudstaden vid denna tid. Den hade 23 badrum om vardera två kar. Förutom ång- och duschbad fanns även för tiden brukliga medicinska bad. Nedanför en götisk skärmbyggnad och omgivet av plank låg själva kallbassängen som genomforsades av Norrströms vatten. Badet gjorde reklam för sina medicinska blodiglar och nattliga bad:
| ” | Så kallade Finska bad hålles för Manspersoner Onsdagar, Torsdagar och Lördagar från kl 4 till 10 eftermiddagen och för Fruntimmer samma tid hvarje Fredag Med koppning och blodiglar betjänas på stället, äfvensom bad kunna erhållas nattetid, då det af Läkare ordineras. Badbiljetterne, gällande endast för bestämd tid, bekommas på inrättningens Contor, efter derstädes anslagen tariff. | „ |

Till badet hörde även ett kafé med namnet Café Pont du Nord.
Anläggningen revs 1893 i samband med Helgeandsholmens omdaning  och uppförandet av Riksbanks- och Riksdagshuset.
| T.v. Helgeandsholmen 1893 med badet i förgrunden T.h. Lorentzska badet enligt en oljemålning av Tyra Pallin (1800-tal) |  | T.v. Helgeandsholmen 1893 med badet i förgrunden T.h. Lorentzska badet enligt en oljemålning av Tyra Pallin (1800-tal) |
| T.v. Helgeandsholmen 1893 med badet i förgrunden T.h. Lorentzska badet enligt en oljemålning av Tyra Pallin (1800-tal) |  | |